# Analisi indeterminata
L'analisi indeterminata, detta anche analisi diofantea, è un settore della teoria dei numeri che studia la risolubilità di un'equazione a coefficienti interi nel campo dei numeri interi (oppure solo razionali). Si devono al matematico greco Diofanto di Alessandria i primi studi su queste equazioni.
L'analisi indeterminata si occupa in particolare della ricerca delle soluzioni intere, o razionali, di un'equazione algebrica a coefficienti interi della forma {\displaystyle f(x,y,...)=0}
Dopo aver accertato se tali soluzioni esistono, si ricorre a vari metodi, tra i quali la teoria delle congruenze, per determinarle.